# Sansevieria nitida
Sansevieria nitida är en sparrisväxtart som beskrevs av Chahin. Sansevieria nitida ingår i släktet bajonettliljor, och familjen sparrisväxter. Inga underarter finns listade i Catalogue of Life.